# ADCC Submission Wrestling World Championship
Der ADCC (Abu Dhabi Combat Club) Submission Wrestling World Championship (englisch) wurde mit der Unterstützung der Scheichs Hazza Bin Zayed Al Nahyan (ADCC-Präsident) und Tahnoon Bin Zayed Al Nahyan, Sohn des ehemaligen Präsidenten der Vereinigten Arabischen Emirate Zayid bin Sultan Al Nahyan, gegründet. Seit 1998 veranstaltet der ADCC die Submission Wrestling Weltmeisterschaften, bis 2001 fanden sie jährlich in Abu Dhabi statt. Dann änderte die Veranstaltung auf einen Zweijahresrhythmus und der Austragungsort wurde in verschiedene Länder (Brasilien 2003 und 2015, USA 2005 und 2007, Spanien 2009, England 2011, China 2013) verlegt.

## Regeln und Bestimmungen
Die Meisterschaft wird im K.-o.-System ausgetragen, nur der Sieger steigt in die nächste Runde auf.
Gi, Kimono und Wrestling-Schuhe sind optional. Der Kampfbereich beträgt 9 × 9 m² und ist mit Matten ausgelegt. Es gibt keine Art von Begrenzung, wie Käfig oder Seile, des Kampfbereichs. Sollten die Kämpfer den Kampfbereich verlassen, wird der Kampf unterbrochen und in derselben Position, wie er beendet wurde, in der Mitte fortgeführt.

### Erlaubte Techniken
- Alle Arten von Würgegriffen (außer dem Zudrücken der Luftröhre mit Händen oder Fingern)
- Alle Arten von Gelenkhebeln (außer Finger- oder Zehenhebel)

### Nicht erlaubte Techniken
- Halten von T-Shirt oder Shorts
- „Full Nelson“ und „Crucifix“
- Schläge und Tritte
- Greifen in die Augen oder in andere Körperöffnungen
- Greifen / ziehen an den Ohren oder Haaren
- Kratzen, beißen oder kneifen
- Greifen in die Leistengegend
- Hände, Knie oder Ellbogen im Gesicht
- Gleitende Substanzen auf Körper- oder Kleidungsteilen

### Punkte
- Mount Position = 2 Punkte
- Back Mount mit Hooks = 3 Punkte
- Befreien aus der Guard = 3 Punkte
- Knie zum Bauch = 2 Punkte
- Saubere Sweeps = 4 Punkte
- Sweeps = 4 Punkte
- Saubere Takedowns (endet nicht in der Guard) = 4 Punkte
- Takedowns (Endet in der Guard oder Half Guard) = 2 Punkte

- Jede Position muss mindestens drei Sekunden gehalten werden, um die Punkte dafür zu bekommen.
- Beim Wechseln in verschiedene Positionen werden nur die dazugezählt, welche mindestens drei Sekunden gehalten wurden.
- Konter werden als Sweeps gewertet.

### Strafen
- Wenn ein Kämpfer über drei Sekunden freiwillig in die Guard oder von einer stehenden Position in eine nicht stehende Position wechselt, wird er mit einem Minuspunkt bestraft.
- Wenn ein Kämpfer sich ständig vom Kontakt löst und ausweicht, wird er mit einem Minuspunkt bestraft.
- Ein passiver Kämpfer wird zweimal verwarnt, bevor er mit einem Minuspunkt bestraft wird. Der Kampfrichter warnt den passiven Kämpfer mit den Worten: „WARNING PASSIVITY“

### Der Sieger wird bestimmt durch
- Aufgabe des Gegners, verbal oder durch Abklopfen. Submission
- Wenn der Kampfrichter der Meinung ist, dass sich ein Kämpfer nicht mehr verteidigen kann oder seine Gesundheit gefährdet ist, wird der Kampf abgebrochen.

### Sieg durch
- Submission / Aufgabe
- Punkte
- Entscheidung des Kampfrichters

### Gewichtsklassen

#### Männer
- bis 65 kg (Lightweight)
- 66 kg bis 76 kg (Welterweight)
- 77 kg bis 87 kg (Cruiserweight)
- 88 kg bis 98 kg (Light-Heavyweight)
- 99 kg und mehr (Heavyweight)
- Absolute Class

#### Frauen
- bis 60 kg
- 60 kg und mehr

### Kampfzeit
- Qualifikationsrunden = 10 Minuten
- Finale = 20 Minuten
- 5 Minuten Verlängerung bei einem Unentschieden

## Rekordsieger
- 4 ADCC-Titel
  - Marcelo Garcia (Brasilien), 2003–2011

- 3 ADCC-Titel
  - Mark Kerr (USA), 1999–2001
  - Royler Gracie (Brasilien), 1999–2001
  - Ricardo Arona (Brasilien), 2000–2001
  - Kyra Gracie (Brasilien), 2005–2011
  - Hannette Staack (Brasilien), 2007–2009